# Château de Caillères
Le château de Caillères est situé à Clérac en Charente-Maritime.

## Historique
Les façades et toitures du château sont inscrits au titre des monuments historiques par arrêté du 22 août 1949.